# Christoph Leitgeb
Christoph Leitgeb (Graz, 1985. április 14. –) osztrák válogatott labdarúgó.

## Sikerei, díjai
Red Bull Salzburg
- Osztrák Bundesliga: 2008–09, 2009–10, 2011–12, 2013–14, 2014–15, 2015–16
- Osztrák kupa: 2012, 2014, 2015, 2016

## Külső hivatkozások
- Red Bull Salzburg profil
- Christoph Leitgeb adatlapja a National-Football-Teams.com oldalon (angolul)

- Transfermarkt profil